# Federação Portuguesa de Canoagem
Die Federação Portuguesa de Canoagem (FPC, port. für: Portugiesische Kanu-Föderation) ist der Dachverband für Kanusport (port.: Canoagem) in Portugal. Die FPC hat ihren Sitz in Vila Nova de Gaia (zuvor Porto).
Sie gehört u. a. dem Internationalen Kanuverband, dem Europäischen Kanuverband, dem Dachverband Confederação do Desporto de Portugal und dem Comité Olímpico de Portugal, dem Nationalen Olympischen Komitee Portugals an. 80 Vereine in Portugal sind Mitglied in der FPC.

## Geschichte

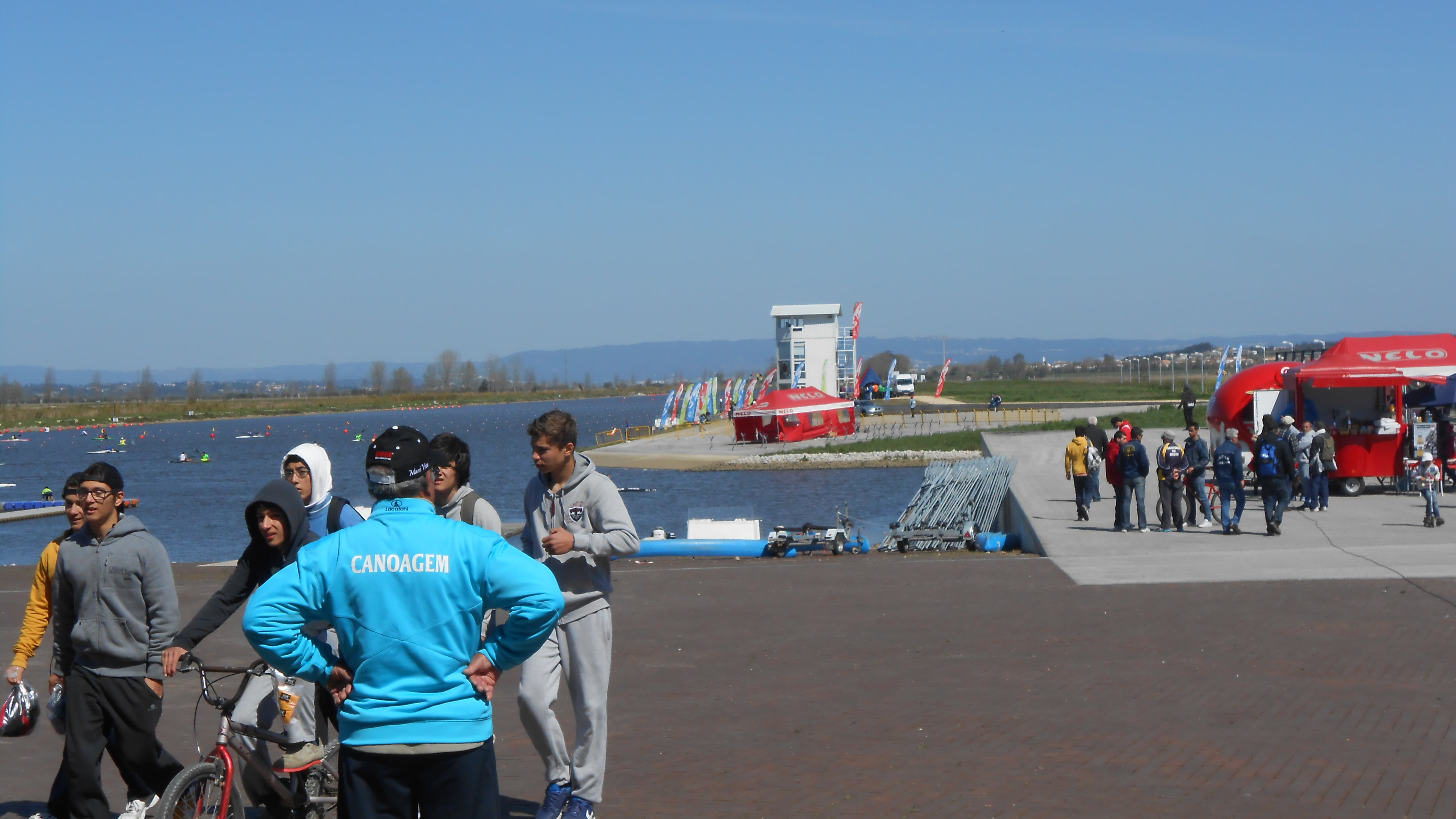
Am Leistungszentrum in Montemor-o-Velho

Die FPC gründete sich am 10. Mai 1979 in Porto und wurde ein Jahr später in den Internationalen Kanuverband aufgenommen.
Erstmals organisierte die FPC die Olympiateilnahme von Kanuten zu den Olympischen Sommerspielen 1988 in Seoul.
Als größter Erfolg (Stand 2015), neben einer Vielzahl Medaillen bei Europa- und Weltmeisterschaften, gilt die Teilnahme bei Olympia 2012 in London. Fernando Pimenta und Emanuel Silva gewannen dabei Silber im Zweier-Kajak über 1000 m.
Auch eine Reihe internationaler Meisterschaften veranstaltete die FPC, darunter die Kanurennsport-Europameisterschaften 2013 im Ruder-Leistungszentrum (Centro de Alto Rendimento) des Verbands in Montemor-o-Velho.

## Organe
Präsidentin ist Beatriz Branquinho Gomes. Neben der Präsidium, der Verbandsleitung durch sechs Vizepräsidenten, und der Generalversammlung verfügt die FPC über vier weitere Organe:
- Conselho Fiscal (dt.: Aufsichtsrat oder auch Kontrollrat)
- Conselho de Justiça (dt.: Gerichtsrat)
- Conselho de Disciplina (dt.: Disziplinarrat)
- Conselho de Arbitragem (dt.: Schlichtungsrat)